# Holy Wood (In the Shadow of the Valley of Death)
Holy Wood (In the Shadow of the Valley of Death) —en español: Madera santa (En la sombra del valle de la muerte)— es el cuarto álbum de estudio de la banda estadounidense de metal industrial Marilyn Manson. La grabación estuvo a cargo de Manson y de Dave Sardy. Fue lanzado el 11 de noviembre de 2000 en California, Estados Unidos bajo los sellos discográficos Nothing e Interscope Records.
Este trabajo musical refleja todo el dolor que Manson tuvo que soportar por el trato que le dieron al responsabilizarlo de la masacre de Columbine, por lo cual, en la portada aparece crucificado y sin mandíbula (según Manson, no le permitieron hablar del tema). Pese a que fue uno de los álbumes más criticados internacionalmente, logró vender en Estados Unidos cerca de 500 000 copias y en ventas totales, superó las 
9 000 000 de unidades.
Este álbum obtuvo críticas mixtas a positivas. Portales web como Allmusic y Metacritic les otorgaron calificaciones favorables. Por otra parte, la banda realizó una gira llamada «Guns, God and Government World Tour», cantando en varios países de Europa y Asia. Holy Wood (In the Shadow of the Valley of Death) fue certificado con oro en los Estados Unidos por la Recording Industry Association of America (RIAA), además de ser uno de los álbumes más escuchados por internet.

## Antecedentes

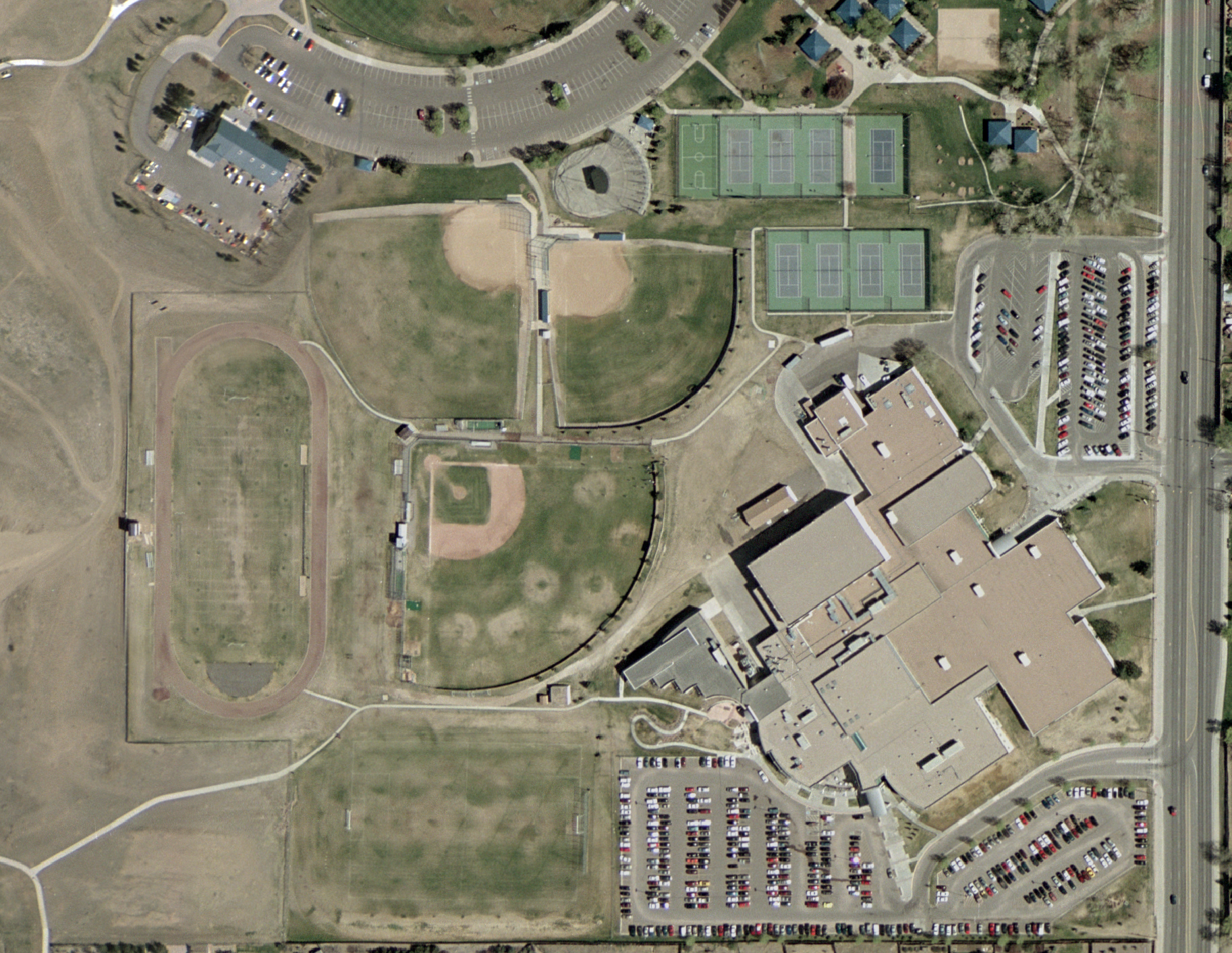
Vista aérea del instituto Columbine, lugar donde ocurrieron los hechos.

La grabación de este trabajo musical estuvo a cargo de Manson, del compositor y productor discográfico Dave Sardy y del programador Bon Harris en el estado de California, bajo el sello discográfico de Interscope y Nothing Records. Sólo tres miembros originales de la banda permanecieron juntos en la realización de este material (Manson, Madonna Wayne Gacy y Twiggy Ramirez), mientras que John 5 reemplazaría a Zim Zum en la guitarra. La grabación de este álbum se realizó en la mansión donde vivió el ilusionista y escapista húngaro Erik Weisz, conocido como Houdini. Según las palabras del propio Manson, se escribieron alrededor de 100 canciones, de las cuales, sólo se publicaron 19.
El 14 de noviembre de 2000, la banda lanzó al mercado su cuarto trabajo musical llamado, Holy Wood (In the Shadow of the Valley of Death), que se convirtió en una respuesta a un asesinato masivo ocurrido el 20 de abril de 1999 en el Columbine High School, situado en el Condado de Jefferson, Estados Unidos. Según varios medios de comunicación, Eric Harris y Dylan Klebold (autores de la masacre) se inspiraron en las canciones de la banda para realizar el atentado. Comentan que la música gótica del grupo musical y las polémicas letras de sus canciones, que hablan sobre el suicidio, las drogas y las religiones, influenciaron negativamente.
Luego de haber trabajado en la producción y grabación del álbum, Manson declaró: "Los medios de comunicación me hacen responsable de lo ocurrido en el Columbine High School y de todo acto de violencia, y lo peor de todo es que ha sucedido en Estados Unidos". Ante toda la controversia que se generó, Manson apareció desnudo y crucificado en la portada del álbum, en réplica a lo sucedido y por el hecho de que no lo dejaron hablar públicamente.

## Concepto
Holy Wood fue un trabajo simbólico, el final de una trilogía. Esta temática comenzó con Antichrist Superstar, pasando después por la era Mechanical Animals y terminando en la era Holy Wood. Según las palabras de Manson, esta conclusión de la trilogía, representa la culminación y ejecución musical de la banda desde 1996 hasta 2001. Manson dijo que todos estos argumentos fueron aceptados de forma positiva por los fanes.
Este trabajo estuvo fuertemente influenciado por todas las secuelas que dejó la masacre del Columbine High School, en 1999. Manson explicó que en este álbum se conjugaron todo tipo de temas, que van desde la religión, hasta la muerte del presidente John F. Kennedy, pasando por diferentes estados anímicos como el resentimiento, la rabia y la venganza. El vocalista principal de la banda argumentó lo siguiente:

«Gran parte de este material discográfico ya estaba escrito, mucho antes de que sucediera la masacre. Yo había empezado a formar las ideas, ya que tenía la intención de darle punto final a las trilogías. Pero sin duda alguna, todo este acontecimiento ayudó notablemente a la ejecución y producción del mismo».

En cuanto al título del álbum comentó:

«El título del álbum hace referencia al árbol del conocimiento (discernimiento para saber lo bueno y lo malo) y el madero en el que Jesucristo fue crucificado».

Manson explicó que Antichrist Superstar representa el carácter nihilista; Mechanical Animals el distanciamiento y corrompimiento causado por la sociedad, por todo lo que implica la fama y Holy Wood (In the Shadow of the Valley of Death) simboliza el carácter, la personalidad, las aspiraciones y toda la furia que le caracteriza.
El líder de la banda comentó que en este trabajo musical su personalidad estuvo representada por el mercurio (elemento químico), ya que es un elemento que se caracteriza por ser pesado, irritante e incompatible. Además expresó lo siguiente:

«La idea principal de este álbum es la de crecer y superarse en un mundo casi perfecto, un mundo llamado Holy Wood. Sin embargo, luego de luchar y trabajar por alcanzar tus metas, te das cuenta que todas las personas que se encuentran a tu alrededor son las que te cuestionan, entonces que finalidad tiene llegar hasta este punto ?».

Según las palabras de Manson, estas personas son las que siempre le critican y considera las muertes de John Lennon y John F. Kennedy como un producto de la obsesión de la humanidad por centrarse en la violencia.
Por otra parte, este álbum también se caracterizó por su alto contenido simbólico. Manson comentó que cada una de las imágenes mostradas en el álbum, simbolizan lo enfermo y corrompido que se encuentra el mundo; enfermo por todas las críticas que recibió y por todos esos evangelistas hipócritas que satanizaron su imagen. También culpó a Jerry Falwell y a varias organizaciones cristianas de haberlo señalado como el culpable de la violencia entre los jóvenes.

## Guns, God and Government Tour
A pesar de toda la controversia que se generó, la banda emprendió una gira llamada Guns, God and Government Tour. Este evento comenzó el 27 de octubre de 2000 y se prolongó hasta el 2 de septiembre de 2001. El grupo cantó en Asia, en Europa y en América del Norte, contabilizando un total de 125 presentaciones en vivo. La gira inició en Norteamérica, en la ciudad de Denver, donde se había dado inicio al festival de Ozzfest. En la mayoría de los conciertos la banda interpretó canciones muy populares como « The Beautiful People», « Sweet Dreams (Are Made of This)», «Lunchbox» y «The Dope Show», entre otras.
Como era de esperarse, la banda recibió todo tipo de amenazas en torno a la situación ocurrida. Por ejemplo, una organización cristiana llamada Citizens for Peace and Respect, argumentó en su página web que la banda promovía la violencia, el consumo de drogas, la muerte, el odio hacia las personas, las actitudes y acciones de los asesinos de la masacre, e inclusive el suicidio. Ante estas afirmaciones el líder de la banda respondió:

«Voy a ofrecer un espectáculo donde puedo equilibrar mis canciones con una sana lectura de la Biblia. De esta manera, los fanáticos no sólo escucharán mi punto de vista "violento", sino que podrán examinar las virtudes de la maravillosa historia cristiana de la enfermedad, el asesinato, el adulterio, el suicidio y el sacrificio de niños. Esto es un entretenimiento para mi».

Esta gira se grabó en formato de DVD, contiene 17 pistas musicales y un documental de 30 minutos de duración llamado "El desfile de la muerte"..

## Sencillos
- «Disposable Teens» Es el primer sencillo de este trabajo musical. Fue lanzado el 7 de noviembre de 2000. La canción aparece en el DVD de la cinta El proyecto de la bruja de Blair 2: Libro de sombras, en la parte de los créditos.[16] En el video musical hay varias tomas de Manson vestido con un atuendo Papal, frente a un mural que muestra al Arcángel Miguel, lanzado sobre Satanás; uno de los eventos claves que sucederá durante el fin de los tiempos, como es profetizado en el libro del Apocalipsis.. Por otra parte, el luchador Daniel Covell, conocido como Christopher Daniels, utilizó la canción como tema principal del evento Ring of Honor.[17]
- «The Fight Song» Segundo sencillo del álbum Holy Wood (In the Shadow of the Valley of Death). Esta canción fue lanzada el 2 de febrero de 2001. El video fue dirigido por el británico W.I.Z. y aparece en el documental Bowling for Columbine, película que trata sobre la Masacre del instituto Columbine.[18] Hay una frase en esta canción que dice: "La muerte de uno es una tragedia, pero la muerte de un millón es sólo una estadística", esto hace referencia a una cita que Iósif Stalin dijo una vez a Winston Churchill en Potsdam, en 1945.[19]

- «The Nobodies» Es el tercer y último sencillo de este material. Fue lanzado el 6 de octubre de 2001. La letra de la canción está basada en el asesinato masivo ocurrido en el Columbine High School.[20] La presentación técnica del video utiliza técnicas de agitación de la cámara, diversos disparos en el punto de vista, primeros planos, y cambios rápidos de escena.[20]

## Estilo musical y recepción
El álbum recibió en general críticas positivas por parte de revistas y portales web especializados en música, resaltando la evolución musical de la banda teniendo en cuenta la influencia y las bases de otros álbumes como Mechanical Animals y Antichrist Superstar.
Stephen Thomas Erlewine de Allmusic, dijo que este material es "un trabajo autobiográfico", donde se fusionan los "sonidos sutiles" de Mechanical Animals y lo industrial de Antichrist Superstar; un álbum "abrasivo y melódico", decisivo en la carrera de Manson. Por último, destacó la composición musical argumentado que "las letras, los detalles técnicos, la producción, el concepto y la secuencia musical" son componentes esenciales en este material. Joseph Bush de Sputnikmusic, comentó que el álbum presenta "demasiadas variaciones en los tonos musicales". Canciones como «Target Audience (Narcissus Narcosis)» emplean un "ritmo pasivo, acompañado de un ambiente melodramático"; otras canciones como «The Fight Song» son un "himno hacia la rebeldía", el comienzo "de una rebelión". Indicó que el material presenta "demasiadas referencias bíblicas", algo que puede representar una "postura antireligiosa", un insulto a la comunidad cristiana. Resumió el concepto del álbum, manifestando que contenía argumentos revolucionarios. Barry Walter de la revista Rolling Stone, afirmó que en esta producción, Manson es "ambicioso y pesado", un representante de la "autoindulgencia". Dijo que la banda es "realmente emocionante", destacando a Manson como un cantante que interpreta las canciones de forma "arrogante" y "siniestra", esto representa la esencia del rock and roll. Charlotte Robinson de PopMatters, afirmó que en esta producción, Manson fue "meticuloso y calculador"; se enfocó en temas que tratan sobre "la violencia, la sociedad moderna y los medios de comunicación". Dijo que la banda "es más fuerte" y encontró un "equilibrio musical" entre los sonidos abrasivos de Antichrist Superstar y glamurosos de Mechanical Animals.

## Portada
La portada muestra un retrato de Marilyn Manson crucificado con la mandíbula arrancada sobre un fondo café oscuro con manchas de huellas humanas (representando la falta de libertad de expresión que le permitían sobre el tema de Masacre de la Escuela Secundaria de Columbine, abajo se ve un texto del archivo de la autopsia de John F. Kennedy modificada, aparece en la portada la leyenda: "Marilyn Manson - Holy Wood" con letras góticas.

## Lista de canciones

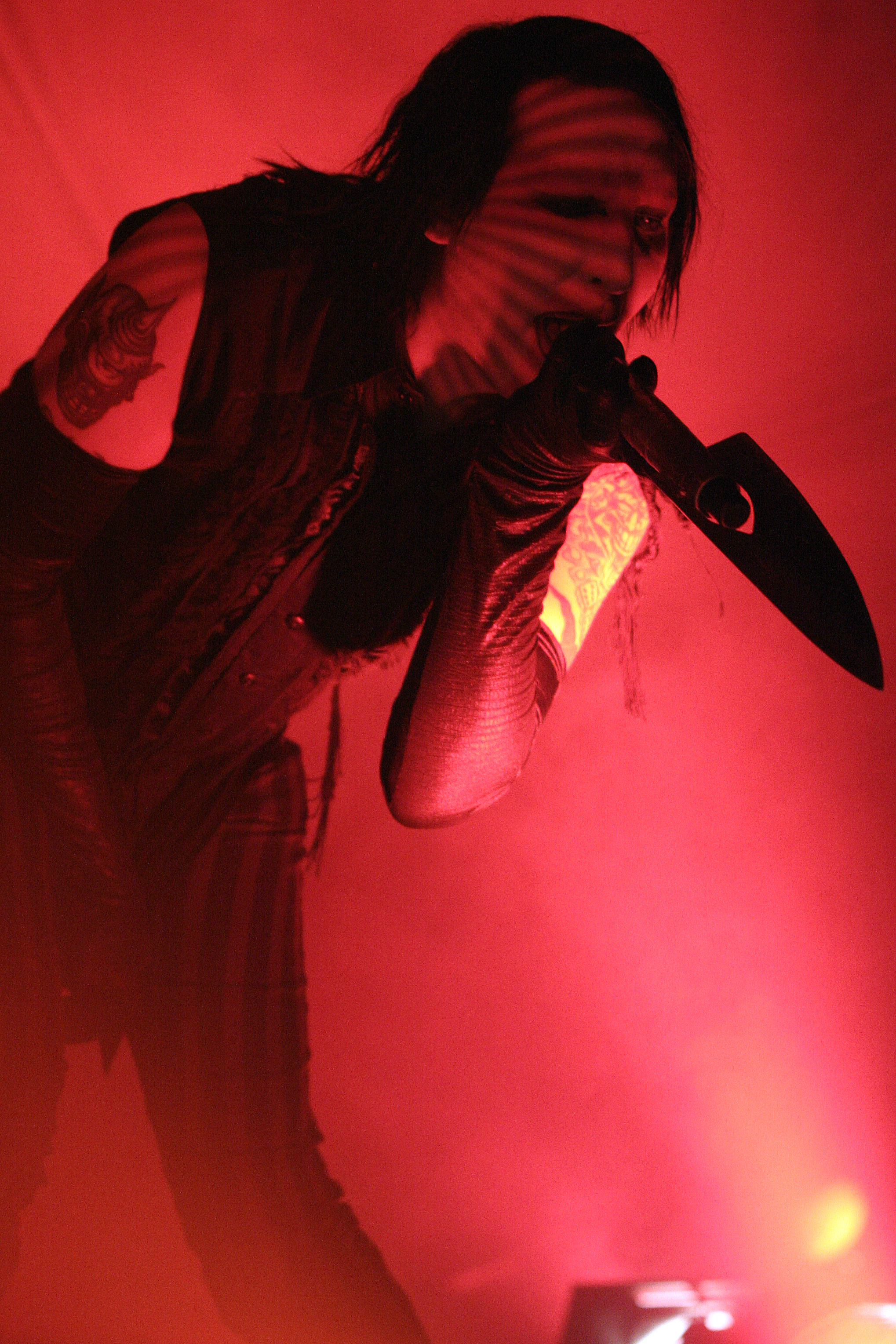
Manson es el único integrante de la banda que ha trabajado en todas las producciones musicales.

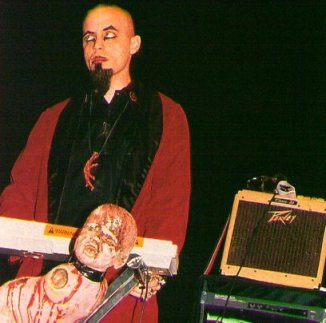
Madonna Wayne Gacy fue uno de los tres integrantes originales de la banda que se mantuvo en la producción de este álbum.

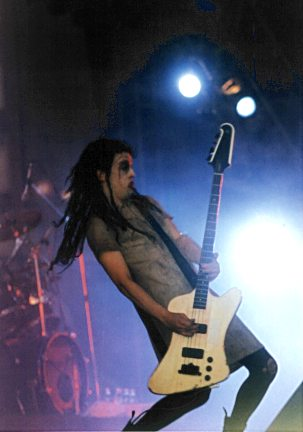
Twiggy Ramirez ha sido el bajista principal de la banda desde sus inicios.

La versión oficial de este álbum consta de 19 pistas musicales, de los cuales se destacan tres sencillos. Existen otras 3 versiones para este CD. Una lanzada en el Reino Unido que trae una pista adicional, «The Nobodies» en versión acústica, otra lanzada en Japón, que consta de dos pistas, «Mechanical Animals» y «The Nobodies» y una última llamada [Censored Artwork], que se diferencia la portada en negro y con 19 canciones. El sencillo «The Fight Song» también aparece en otros trabajos musicales como en Lest We Forget: The Best Of, en The Nobodies: 2005 Against All Gods Mix [Korea Tour Limited Edition], en la banda sonora de la película Resident Evil, en el Ultimate Teen Flick Soundtrack (varios artistas) y en el Promo Only: Modern Rock Radio (March 2001) «Disposable Teens» otro sencillo aparece en el Crusty Demons: Unleash Hell (varios artistas), en el Nu Rock Universal, en Guns, God and Government World Tour, en el Hip Hop & Hard, en el Kerrang! Vol. 2: The Album y en un CD llamado Loud, sacado en 2001. Por último, «The Nobodies» aparece en el CD Remixes & Club Classics, en el 13th Street: The Sound of Mystery, Vol. 2, en Punk & Hardcore (+Bonus Vcd), en la banda sonora de la serie From Hell, en Promo Only: Modern Rock Radio (June 2001) y en el compilatorio Lest We Forget: The Best Of.

Todas las letras escritas por Manson.
| A: In the Shadow |                    |                         |          |  |
| N.º              | Título             | Música                  | Duración |  |
| 1.               | «GodEatGod»        | Manson                  | 2:34     |  |
| 2.               | «The Love Song»    | Manson, Ramirez, John 5 | 3:16     |  |
| 3.               | «The Fight Song»   | Manson, John 5          | 2:55     |  |
| 4.               | «Disposable Teens» | Manson, Ramirez, John 5 | 3:01     |  |

| D: The Androgyne |                                        |                  |          |  |
| N.º              | Título                                 | Música           | Duración |  |
| 5.               | «Target Audience (Narcissus Narcosis)» | Ramirez, 5       | 4:18     |  |
| 6.               | «"President Dead"»                     | Ramirez, 5, Gacy | 3:13     |  |
| 7.               | «In the Shadow of the Valley of Death» | Ramirez, 5       | 4:09     |  |
| 8.               | «Cruci-Fiction in Space»               | Ramirez, 5, Gacy | 4:56     |  |
| 9.               | «A Place in the Dirt»                  | 5                | 3:37     |  |

| A: Of Red Earth |                  |                         |          |  |
| N.º             | Título           | Música                  | Duración |  |
| 10.             | «The Nobodies»   | Manson                  | 3:35     |  |
| 11.             | «The Death Song» | Manson, John 5          | 3:29     |  |
| 12.             | «Lamb of God»    | Manson, Ramirez         | 4:39     |  |
| 13.             | «Born Again»     | Manson, Ramirez, John 5 | 3:20     |  |
| 14.             | «Burning Flag»   | Manson, Ramirez         | 3:21     |  |

| M: The Fallen |                                                                    |                         |          |  |
| N.º           | Título                                                             | Música                  | Duración |  |
| 15.           | «Coma Black»                                                       | Manson, Ramirez, John 5 | 5:58     |  |
| 16.           | «Valentine's Day»                                                  | Manson, Ramirez         | 3:31     |  |
| 17.           | «The Fall of Adam»                                                 | Manson, Ramirez         | 2:34     |  |
| 18.           | «King Kill 33º»                                                    | Manson, Ramirez         | 2:18     |  |
| 19.           | «Count to Six and Die (The Vacuum of Infinite Space Encompassing)» | Manson                  | 3:23     |  |
| 68:07         |                                                                    |                         |          |  |

| Bonus Track |                                               |                          |          |  |
| N.º         | Título                                        | Música                   | Duración |  |
| 15.         | «The Nobodies (Versión acústica UK Edition )» | Manson                   | 3:35     |  |
| 16.         | «Mechanical Animals Live (Japan Edition)»     | Manson, Ramirez, Zim Zum | 4:41     |  |
| 72:23       |                                               |                          |          |  |

### Listado de pistas escondidas
| Holy Wood B-sides |                      |          |  |
| N.º               | Título               | Duración |  |
| 1.                | «Diamond & Pollen»   | 3:55     |  |
| 2.                | «Five To One»        | 4:22     |  |
| 3.                | «Working Class Hero» | 3:42     |  |
| 11:19             |                      |          |  |

## Reconocimiento y posición en las listas
Holy Wood (In the Shadow of the Valley of Death) obtuvo dos certificaciones con disco de oro, por parte de la Recording Industry Association of America y la otra por Swiss Music Charts. Este trabajo musical tuvo una notable aceptación en Europa, ya que fue uno de los más escuchados en países como Austria, Francia, Italia, Noruega y Suecia. En Estados Unidos y Canadá ocupó el puesto número trece. Por otra parte, el sencillo «Disposable Teens» logró la posición número veinticuatro en Alternative Songs y el veintidós del Mainstream Rock de Billboard, además de ocupar el puesto número siete en la lista de Italia. Por último, alcanzó la casilla  número diez en el Top Internet Albums de Billboard.
| Año  | Álbum / Sencillos                                | Posicionamiento en listas | Posicionamiento en listas | Posicionamiento en listas | Posicionamiento en listas | Posicionamiento en listas | Posicionamiento en listas | Posicionamiento en listas | Posicionamiento en listas | Posicionamiento en listas | Posicionamiento en listas | Posicionamiento en listas | Posicionamiento en listas | Posicionamiento en listas | Posicionamiento en listas | Posicionamiento en listas | Posicionamiento en listas | Certificados      |
| Año  | Álbum / Sencillos                                | América                   | América                   | Europa                    | Europa                    | Europa                    | Europa                    | Europa                    | Europa                    | Europa                    | Europa                    | Europa                    | Europa                    | Europa                    | Europa                    | Oceanía                   | Oceanía                   | Certificados      |
| Año  | Álbum / Sencillos                                | [ 27 ]                    | [ 27 ]                    | [ 28 ]                    | [ 28 ]                    | [ 29 ]                    | Bandera de España         | [ 28 ]                    | [ 28 ]                    | [ 28 ]                    | [ 28 ]                    | [ 28 ]                    | [ 28 ]                    | [ 28 ]                    | [ 30 ]                    | [ 28 ]                    | [ 28 ]                    | Certificados      |
| ---- | ------------------------------------------------ | ------------------------- | ------------------------- | ------------------------- | ------------------------- | ------------------------- | ------------------------- | ------------------------- | ------------------------- | ------------------------- | ------------------------- | ------------------------- | ------------------------- | ------------------------- | ------------------------- | ------------------------- | ------------------------- | ----------------- |
| 2000 | Holy Wood (In the Shadow of the Valley of Death) | 13                        | 13                        | 6                         | 29                        | 11                        |                           | 25                        | 12                        | 7                         | 53                        | 12                        | 7                         | 20                        | 23                        | 18                        | 8                         | : Oro : Oro : Oro |
| 2000 | «Disposable Teens»                               | 24                        |                           |                           |                           | 64                        |                           |                           | 67                        | 7                         | 99                        |                           | 52                        | 73                        | 12                        |                           | 46                        |                   |
| 2001 | «The Fight Song»                                 |                           |                           | 59                        |                           | 67                        |                           |                           | 19                        |                           |                           |                           |                           |                           | 24                        |                           |                           |                   |
| 2001 | «The Nobodies»                                   |                           |                           | 56                        |                           | 65                        | 8                         |                           | 94                        | 17                        |                           |                           |                           | 96                        | 34                        |                           |                           |                   |

## Créditos
| Marilyn Manson - Marilyn Manson — Voz - Twiggy Ramirez — Bajo - John 5 — Guitarra - Madonna Wayne Gacy — Teclado - Ginger Fish — Batería | Producción - Bon Harris — Programación - Paulie Northfield — Ingeniero - D. Sardy (Dave Sardy) — Productor - P.R. Brown — Diseño, fotografía - Greg Fidelman — Ingeniero - Nick Raskulinecz — Asistente de ingeniería - Joe Zook — Asistente de ingeniería - Kevin Guarnieri — Asistente de ingeniería - Danny Saber — Asistente - Alex Suttle — Coro |